# Aloe carnea
Aloe carnea är en grästrädsväxtart som beskrevs av Susan Carter. Aloe carnea ingår i släktet Aloe och familjen grästrädsväxter. Inga underarter finns listade i Catalogue of Life.

## Bildgalleri

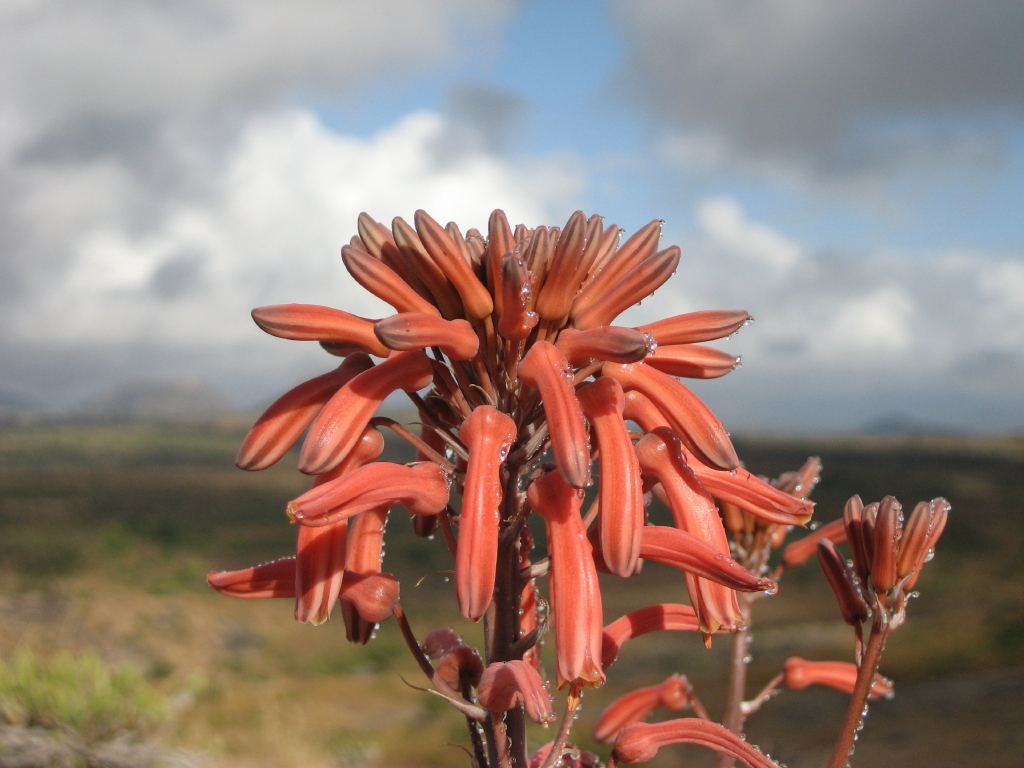
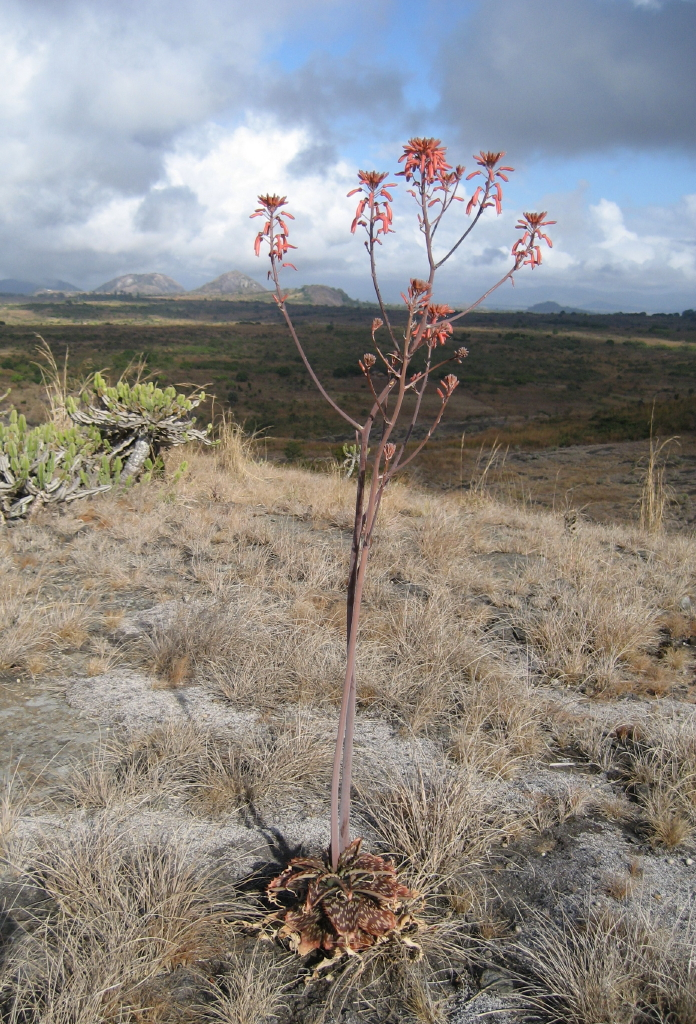
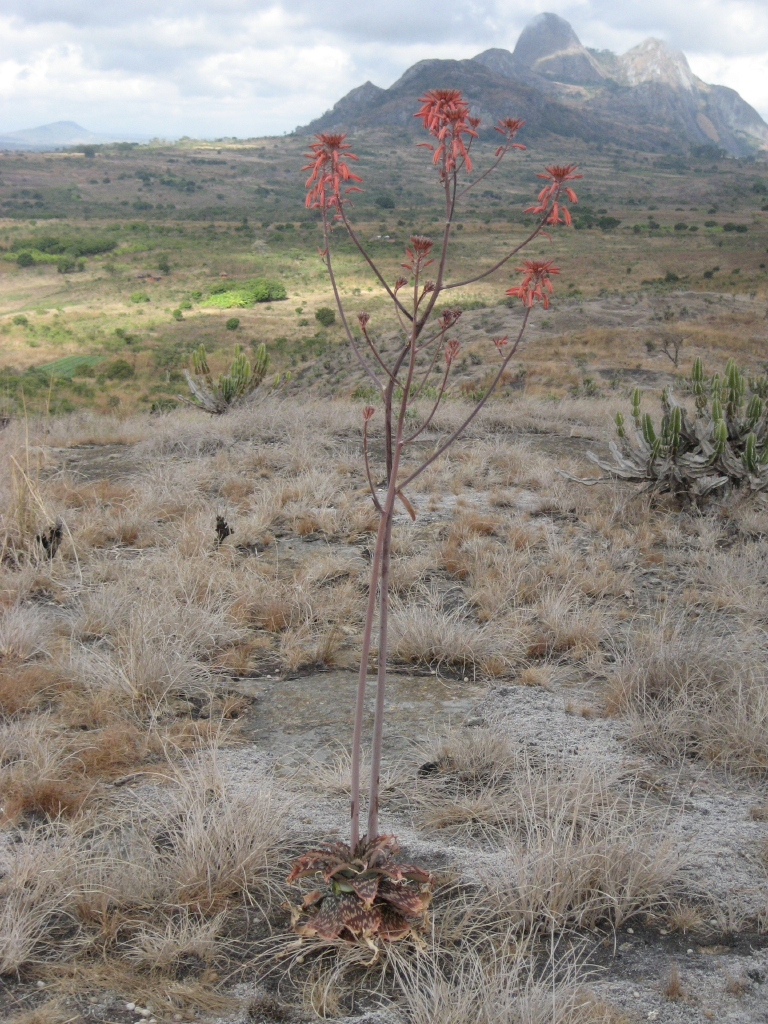
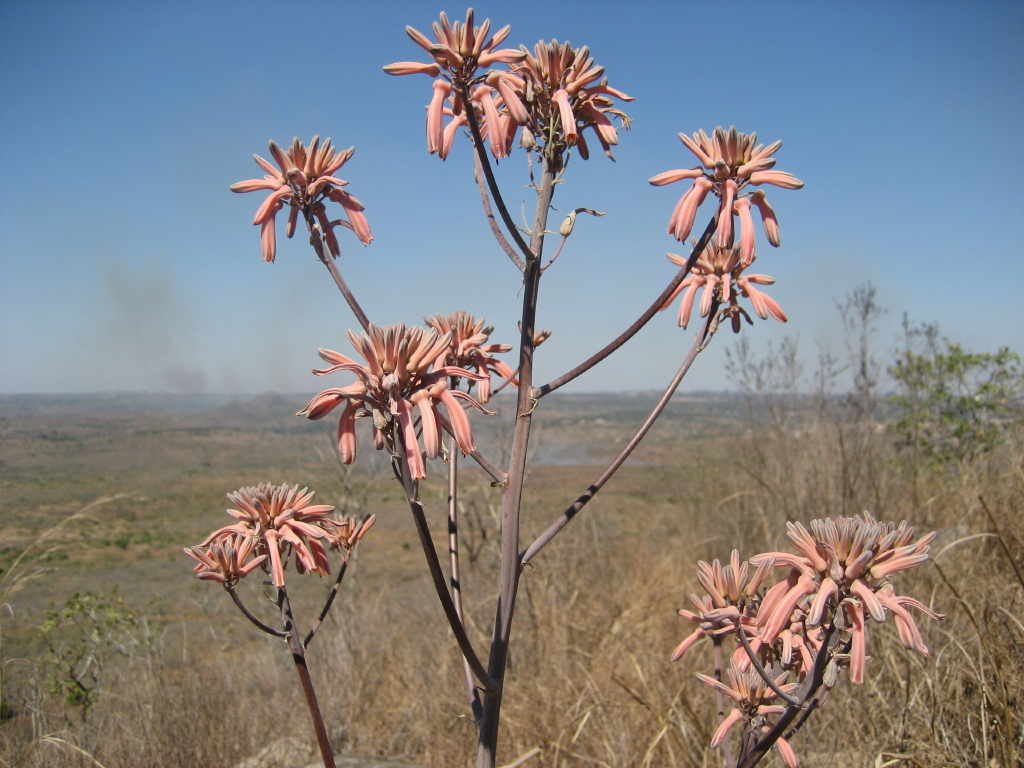